# Uruk Belin
Uruk Belin is een bestuurslaag in het regentschap Dairi van de provincie Noord-Sumatra, Indonesië. Uruk Belin telt 685 inwoners (volkstelling 2010).